# クーノ・フォン・ヴェスタープ

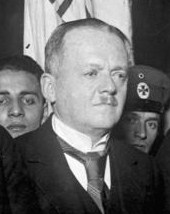
クーノ・フォン・ヴェスタープ伯爵

クーノ・フリードリヒ・ヴィクトル・フォン・ヴェスタープ伯爵（ドイツ語: Kuno Friedrich Viktor Graf von Westarp、1864年8月12日 - 1945年7月30日）は、ドイツの政治家、貴族。ドイツ保守党(DKP)、ドイツ国家人民党(DNVP)、保守人民党(KVP)に所属した。「ウェスタープ」の他、「ヴェスタルプ」とも表記される。

## 略歴

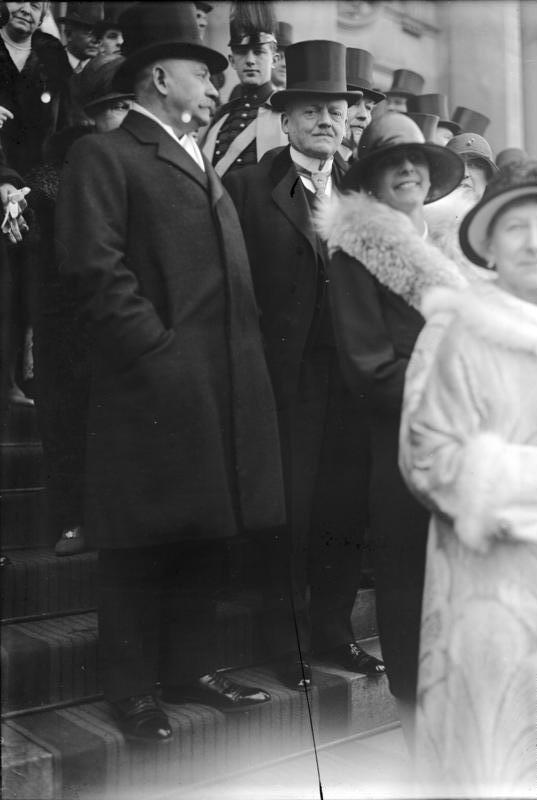
クーノ・フォン・ヴェスタープ伯爵（中央）、1928年7月

プロイセン王国の貴族で上級森林官のヴィクトール・フォン・ヴェスタープ伯爵(Viktor Graf von Westarp)の息子としてポーゼンのルドムに生まれる。陸軍少将アドルフ・フォン・ウェスタープ伯爵は兄にあたる。
ポツダムのギムナジウムを卒業した後、テュービンゲン大学、ブレスラウ大学、ライプツィヒ大学、ベルリン大学で学び、1885年に国家試験に合格。1886年に一年志願兵としてブレスラウで勤務。その後第1近衛歩兵連隊の予備役となり、20世紀初頭にはラントヴェーアに移っている。
1887年からバート・フライエンヴァルデのラントクライス公務員として勤務。1891年に第二国家試験に合格した後、ゴスティンの判事補となる。1902年からプロイセン内務省に勤務し、1904年から1908年までベルリン＝シェーネベルクやベルリン＝ヴィルマースドルフの警察長官を務めた。
政治的には1890年代からユンカーが構成する保守的政治団体農業者同盟に参加しており、1908年12月に帝国議会（ライヒスターク）議員に当選した。ドイツ保守党(DKP)に所属し、1913年11月から1918年にかけて同党議員団の代表を務めた。第一次世界大戦中には主戦派として行動し、1917年に社民党と中央党と進歩人民党の賛成で帝国議会において決議された平和決議に強く反対し、無制限潜水艦作戦に賛成し、また帝国宰相テオバルト・フォン・ベートマン・ホルヴェークによって提唱されたプロイセン三等級選挙権制度の改正に反対した。
敗戦後の1918年にドイツ保守党は自由保守党(FKP)主流派や国民自由党(NLP)右派などと合流してドイツ国家人民党(DNVP)に改組され、ヴェスタープも同党に所属することとなった。1919年から十字章新聞の編集者となり、1925年には株主となった。1920年6月の総選挙でヴァイマル共和政下の国会議員に当選した。
1926年に国家人民党党首に就任した。1927年1月には国家人民党、中央党、人民党、バイエルン人民党に支えられた第4次マルクス内閣を発足させた。この際に中央党起草の政権綱領を受け入れてロカルノ条約とヴァイマル憲法の法的正当性を認めたが、これは国家人民党にとって大義を失うことであり、党内から批判が噴出。ヴェスタープら執行部への突き上げは激しくなった。一方ヴェスタープは大統領ヒンデンブルクとの関係を良好にしていった。
国家人民党は1928年5月の総選挙に惨敗した。これにより党内反政府派の代表格アルフレート・フーゲンベルクが台頭するようになり、1928年秋にヴェスタープは辞職に追い込まれた。代わってフーゲンベルクが国家人民党党首となり、同党は保守野党の立場へ回帰していったが、ヴェスタープは引き続き親政府派として行動した。またヴェスタープがドイツ皇室に深く心酔しており、皇室の復興を常に願っていたのに対し、フーゲンベルクは国民主義的右派と呼ばれる反君主制論者で皇室復活の意志を持たなかった。1929年9月にフーゲンベルクが発表した「ドイツ民族奴隷化反対法案」はヒンデンブルクをも国事犯として糾弾するものであり、ヴェスタープはそれに強く反発した。
党内の反政府派と親政府派の亀裂は大きくなり、1930年7月1日にブリューニング内閣が出させた大統領緊急令の国会での破棄の投票の際、ヴェスタープら親政府派はフーゲンベルクの方針に反して反対票を投じている。これにより国家人民党の決裂は公然となり、ヴェスタープらは国会解散後に保守人民党(KVP)を結成して離党することになった。しかし9月の選挙で保守人民党はわずか4議席しか取れず泡沫政党となった。彼らは大統領府強化のために働いたのに選挙戦中ヒンデンブルクが彼らのために指一本動かそうとしなかったことが大きかった。
国家社会主義ドイツ労働者党政権下では国家文学院のメンバーをしていた。1944年7月20日のヒトラー暗殺未遂事件の際には家宅捜索を受けたが、逮捕や処刑はされなかった。第二次世界大戦の敗戦後の1945年6月にソ連軍により逮捕され、翌月にベルリンで死去。